# Подсреда
Подсреда (словен. Podsreda) је насељено место у општини Козје, Савињска регија, Словенија.

## Историја
До територијалне реорганизације у Словенији била је у саставу старе општине Шмарје при Јелшах.

## Становништво
У попису становништва из 2011. године, Подсреда је имала 191 становника.
| Број становника према пописима | Број становника према пописима | Број становника према пописима |
| ------------------------------ | ------------------------------ | ------------------------------ |
| 1991                           | 2002                           | 2011                           |
| 218                            | 206                            | 191                            |

## Галерија
- прангер
- сунчани сат на цркви "Свети Јанез Крстник"
- замак, пејзаж
- двориште замка